# 彼得·伯林
彼得·伯林（英語：Peter Burling，1991年1月1日—），新西兰男子帆船运动员。他曾代表新西兰参加2008年、2012年、2016年和2020年夏季奥林匹克运动会帆船比赛，获得一枚金牌和二枚银牌。